# Cirk La Putyka
Cirk La Putyka je český divadelní soubor, který se profesionálně věnuje žánru „nový cirkus“. Byl založen v roce 2009 a tvoří jej šestnáct členů z řad herců, muzikantů, akrobatů, tanečníků a sportovců. Uměleckým ředitelem a principálem je herec a performer Rostislav Novák. Realizační tým je stabilní a od vzniku souboru se nezměnil.

## Spolupráce
Cirk La Putyka spolupracuje se zahraničními soubory a umělci, jako je například Daniel Gulko, Bonaventura Gacon, The Race Horse Company, Ieto, Vladimir Puzanov, Cirque de Soleil nebo Francouzská Národní cirkusová škola. Soubor se účastní tuzemských i mezinárodních festivalů a přehlídek: EXPO – Shanghai, festival Divadelná Nitra, Letní Letná, Dny Prahy v Sarajevu, festival v Tampere, Terrassa Noves Tendéncies ve Španělsku, festival Tini Tinou v Kambodži, Tokiu. V roce 2011 se zúčastnil FRINGE Festivalu v Edinburghu. V roce 2012 se účastnili Sydney festivalu v Austrálii, Janvier dans les étoiles ve Francii a dalších.

## Ocenění
- Cena Sazky a divadelních novin 2009
- Cena festivalu Skupova Plzeň 2010 - hudba, režie, herecký výkon
- Reprezentace české umělecké scény na EXPO 2010
- Nominace na ceny Alfréda Radoka 2010 ve třech kategoriích
- Divadelní inscenace roku 2009
- Cena festivalu …příští vlna/next wave…
- Cena Divadelních novin 2010
- první místo v kategorii Jiný umělecký počin roku 2009 na serveru i-divadlo za hudbu k inscenaci La Putyka
- čtvrté místo v kategorii Jiný umělecký počin roku 2011 na serveru i-divadlo hudba k inscenaci UP'END'DOWN
- principál Rostislav Novák ml. - Osobnost roku 2011 serveru i-divadlo